# Германн Нубер
Германн Нубер (нім. Hermann Nuber, 10 жовтня 1935, Оффенбах-на-Майні — 12 грудня 2022, там само) — німецький футболіст, що грав на позиції захисника. По завершенні ігрової кар'єри — тренер. Ігрова і тренерська кар'єра була пов'язана з одним клубом — «Кікерс» (Оффенбах).

## Клубна кар'єра
У дорослому футболі дебютував 1954 року виступами за команду «Кікерс» (Оффенбах), кольори якої і захищав протягом усієї своєї кар'єри гравця, що тривала вісімнадцять років. 

## Виступи за збірну
1958 року, не маючи досвіду виступів за національну збірну Німеччини, був включений до її заявки на тогорічний чемпіонат світу у Швеції. Утім ані на світовій першості, ані після неї за національну команду в офіційних іграх так й не лебютував.

## Кар'єра тренера
Завершивши ігрову кар'єру, залишився в клубі «Кікерс» (Оффенбах), де працював на тренерських посадах. Протягом частини 1984 року бу головним тренером його основної команди.